# Tino Wenzel
Tino Wenzel (* 18. Dezember 1973 in Ibbenbüren) ist ein deutscher Sportschütze im Wurfscheibenschießen in der Disziplin Skeet.

## Leben und Karriere
Der gelernte Metallbauer Tino Wenzel, verheiratet mit der Sportschützin Christine Wenzel, startete International erstmalig im Jahr 2000 bei den Europameisterschaften (EM) in Montecatini, wo er im Finale Sechster wurde. Die ersten Medaillen gewann er 2003, Bronze beim Weltcup in Neu-Delhi und er wurde Europameister in Brünn mit der Mannschaft zu der auch Axel Wegner und Torsten Hapke gehörte. Die EM 2004 in Nikosia beendete er als Achter und gewann Bronze mit der Mannschaft, im Jahr darauf wurde er in Belgrad Fünfter und wurde Vizeeuropameister mit der Mannschaft. 2006 gewann Wenzel in Suhl den Weltcup und gewann damit einen olympischen Quotenplatz für 2008, beim Weltcup-Finale in Granada belegte er Rang vier. Im gleichen Jahr bei der EM in Maribor und 2007 in Granada wurde er Vizeeuropameister mit der Mannschaft. Mit einem sechsten Platz beim Weltcup von Kerrville konnte Wenzel sich 2008 für die Olympischen Sommerspiele in Peking qualifizieren. Er belegte dort mit 117 von 125 erreichbaren Wurfscheiben den 13. Platz.
2011 wurde Wenzel Doppel-Vizeeuropameister bei der EM in Belgrad, sowohl im Einzelwettkampf, als auch mit der Mannschaft mit Axel Wegner und Ralf Buchheim. Eine Medaille bei Weltmeisterschaften blieb Wenzel immer verwehrt, seine beste Platzierung im Einzel war 2011 in Belgrad mit Platz 15 und 2010 in München Platz 4 mit der Mannschaft. Auf nationaler Ebene bei Deutschen Meisterschaften, wo Wenzel heute immer noch aktiv ist, wurde er im Zeitraum von 1998 bis 2021 elfmal Deutscher Meister, fünfmal Vizemeister und bekam sechsmal Bronze.
Nach seiner aktiven Karriere wurde Tino Wenzel Bundes-Assistenztrainer beim Deutschen Schützenbund für die Disziplin Skeet am Bundesstützpunkt Hopsten in Schale.